# Левошинка
Левошинка — посёлок сельского типа в Спировском районе Тверской области.

## География
Находится в 15 км от Спирово. В посёлке платформа Левошинка на главном ходу Октябрьской железной дороги на перегоне Лихославль — Спирово.

## Население
По данным на 2008 год население НП составило 63 человека.

## Власть
Поселок в административном плане относится к Пеньковскому сельскому поселению Спировского района
Тверской области.